# Jon Irazustabarrena
Jon Irazustabarrena Lizarralde, comúnmente conocido como Txusta o Irazusta (Usúrbil, Guipúzcoa, 30 de abril de 1986), es un futbolista español que juega en el Real Unión Club de la Primera Federación como portero.

## Carrera en el club
Nacido en Usúrbil, Guipúzcoa, Txusta se graduó en la cantera de la Real Sociedad, e hizo su debut con el filial en la campaña 2003-04, en Segunda División B. En 2005 se trasladó a la vecina SD Beasáin en Tercera División.
En el verano de 2007 Txusta regresó al Sanse, después de haber sido utilizado con moderación regresó a Beasáin en julio de 2008 En agosto de 2009 Txusta se unió a otro equipo de reserva, la SD Eibar B, también en el cuarto nivel; permaneció en la categoría los tres años siguientes, en representación del CD Lagun Onak y de nuevo del Beasáin.
El 29 de enero de 2013 Txusta firmó con la SD Eibar, en el tercer nivel. Él apareció en cuatro partidos de la temporada, en la que los armeros volvieron a Segunda División después de una ausencia de cuatro años.
El 31 de mayo de 2014, a los 28 años de edad, cuando el conjunto vasco fue ascendido a Primera División, Txusta jugó su primer partido en LaLiga, a partir de una victoria por 1-0 ante el CD Lugo. Aproximadamente un mes más tarde renovó su contrato con el club por un año más.
Para la siguiente temporada ficha por el Real Unión de Irún.

## Clubes

### Carrera juvenil
| Club          | País   | Periodo |
| ------------- | ------ | ------- |
| Real Sociedad | España |         |

### Carrera profesional
| Club                     | País   | Periodo         | Partidos (goles) |
| ------------------------ | ------ | --------------- | ---------------- |
| Real Sociedad B          | España | 2003-2004       | 3 (0)            |
| Beasáin                  | España | 2005-2007       |                  |
| Real Sociedad B          | España | 2007-2008       | 1 (0)            |
| Beasáin                  | España | 2008-2009       | 26 (0)           |
| Eibar B                  | España | 2009-2010       | 11 (0)           |
| Lagun Onak               | España | 2010-2011       | 31 (0)           |
| Beasáin                  | España | 2011-2013       | 59 (0)           |
| Eibar                    | España | 2013-2015       | 8 (0)            |
| Real Unión de Irún       | España | 2015-2016       | 37 (0)           |
| Barakaldo Club de Fútbol | España | 2016-2018       | 63 (0)           |
| Real Unión de Irún       | España | 2018-Actualidad | 37 (0)           |